# Hylophorbus rainerguentheri
Hylophorbus rainerguentheri es una especie de anfibio anuro de la familia Microhylidae.

## Distribución geográfica
Esta especie es endémica de la provincia de Morobe de Papua Nueva Guinea. Se conoce solo en la península de Huon, en dos sitios, uno a 1100 m de altitud y el otro a 1830 m s. n. m.

## Descripción
Hylophorbus rainerguentheri mide aproximadamente 30 mm.

## Etimología
Esta especie lleva el nombre en honor a Rainer Günther, herpetólogo alemán.

## Publicación original
- Richards & Oliver, 2007 : A new species of Hylophorbus (Anura, Microhylidae) from the Huon Peninsula, Papua New Guinea. Mitteilungen aus dem Museum für Naturkunde in Berlin, Zoologische Reihe, supplément 83, p. 83-89.[6]